# 케르테스 이슈트반
케르테스 이슈트반(헝가리어: Kertész István , 1929년 8월 28일 ~ 1973년 4월 16일)는 헝가리 태생의 지휘자이다.

## 이력
부다페스트에서 태어나 프란츠 리스트 음악원에서 바이올린, 작곡, 지휘를 배우고 졸업 후, 1953년에 죄르 필하모니 관현악단의 지휘자로 취임해, 1955년부터는 부다페스트 오페라의 지휘자가 되지만, 다음 1956년에 발발한 헝가리 혁명 시 헝가리를 탈출해, 1957년 로마 산타 체칠리아 국립음악원에서 페르난도 프레비탈리에게 지휘를 배운 후, 1958년부터 63년까지 아우크스부르크 국립 오페라, 1964년 사망할 때까지 쾰른 시립 오페라 음악 감독을 맡는다. 그동안 1961년 잘츠부르크 축제에 출연해 모차르트의 “후궁으로부터의 유괴”를 지휘해, 세계적인 명성이 높아져, 1965년부터 68년까지 런던 교향악단의 수석 지휘자도 겸임한다. 1964년 11월 15일에는, 런던 교향악단과 내한하여 서울시민회관에서 브람스 교향곡 1번 등을 지휘한 기록이 있다. 그 후 1973년 4월 이스라엘 필하모니 관현악단에 객원 지휘자로 출연할 무렵, 텔아비브 근교의 해안에서 유영 중에 파도에 휩쓸려 44세의 젊은 나이로 익사했다.